# Медальный зачёт на зимних Паралимпийских играх 1976
Ниже представлен перечень национальных паралимпийских комитетов, показанный по количеству золотых медалей, завоёванных их спортсменами во время I зимних Паралимпийских игр, проходивших в шведском Эрншёльдсвике с 21 по 28 февраля 1976 года.
В Играх приняли участие 198 спортсменов (161 мужчина и 37 женщин) из 16 стран. Всего была разыграна 141 медаль в 2 видах спорта (горнолыжный спорт и лыжные гонки).
Лидером неофициального медального зачёта стала команда ФРГ. Наибольшее количество медалей (35) завоевали паралимпийцы из Австрии.

## Таблица
Таблица неофициального медального зачёта основывается на данных Международного паралимпийского комитета (МПК). Таблица отсортирована по количеству медалей высшего достоинства («золото») выигранных участниками национальных паралимпийских комитетов (НПК). Далее следует количество выигранных медалей среднего («серебро») и низшего достоинств («бронза»). Если НПКи имеют в общем итоге одинаковое количество выигранных медалей, то страны сортируются в алфавитном порядке русского языка.
Легенда
 Страна-хозяйка
| Место | Страна       | Золото | Серебро | Бронза | Всего |
| ----- | ------------ | ------ | ------- | ------ | ----- |
| 1     | ФРГ          | 10     | 12      | 6      | 28    |
| 2     | Швейцария    | 10     | 1       | 1      | 12    |
| 3     | Финляндия    | 8      | 7       | 7      | 22    |
| 4     | Норвегия     | 7      | 3       | 2      | 12    |
| 5     | Швеция       | 6      | 7       | 7      | 20    |
| 6     | Австрия      | 5      | 16      | 14     | 35    |
| 7     | Чехословакия | 3      | 0       | 0      | 3     |
| 8     | Франция      | 2      | 0       | 3      | 5     |
| 9     | Канада       | 2      | 0       | 2      | 4     |
|       | Всего        | 53     | 46      | 42     | 141   |